# Auferstehungskirche (Deutscheinsiedel)

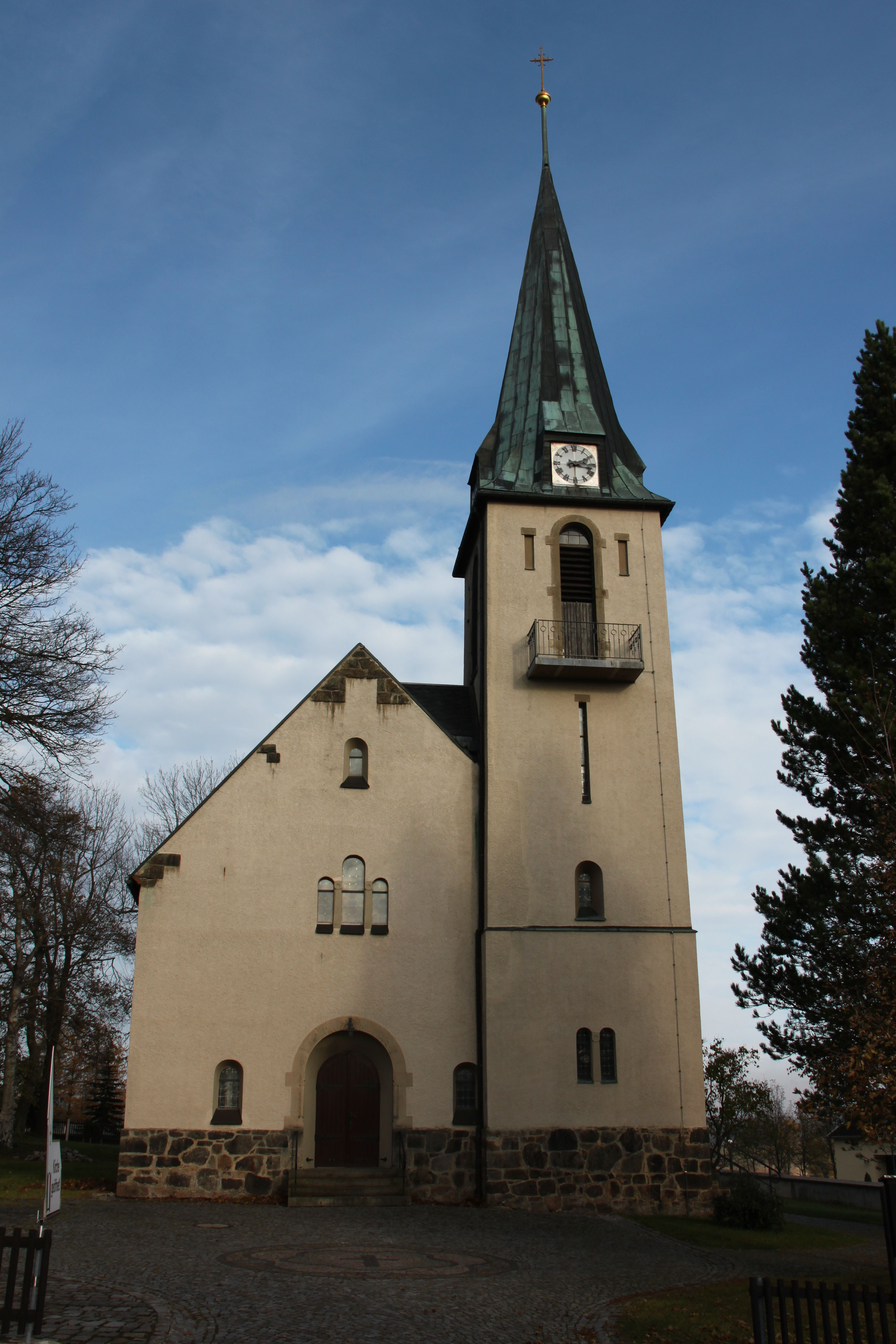
Auferstehungskirche Deutscheinsiedel

Die Auferstehungskirche ist die evangelisch-lutherische Kirche von Deutscheinsiedel, einem Ortsteil der Gemeinde Deutschneudorf im sächsischen Erzgebirgskreis. Sie gehört zur Gesamtkirchgemeinde Seiffen im Kirchenbezirk Marienberg der Evangelisch-Lutherischen Landeskirche Sachsens.

## Geschichte und Architektur
Der Bau der Auferstehungskirche geschah auf Initiative des örtlichen Gutsbesitzers Eberhard von Schönberg, der am 4. Oktober 1903 den ersten Spatenstich vornahm. Die Grundsteinlegung erfolgte am 25. Mai 1904, die Einweihung am 25. September 1905. Mit dem Entwurf des Kirchenbaus wurde der Dresdner Architekt Woldemar Kandler beauftragt. Die Formen sind überwiegend der Renaissance entlehnt.
Der Kirchenraum ist asymmetrisch, gegen den polygonal geschlossenen eingezogenen Chor steht das Langhaus auf der Südseite weiter vor als auf der Nordseite. Hier befindet sich, aus Westen gesehen hinter dem seitlich positionierten Turm versteckt, ein schmales flach gedecktes Seitenschiff mit einer Empore.
Damit ist die Auferstehungskirche eine zweischiffige Emporenhalle.
Die Decke des Hauptschiffs hat die Form eines gering geneigten Satteldachs, von wesentlich geringerer Neigung als das tatsächliche Dach des Langhauses, das zudem außer Hauptschiff auch das Seitenschiff überspannt.
Der Chor ist eigentlich nur eine Apsis, seine Decke eine (halbe) Schirmkuppel.
Im Jahr 2005 erfolgte eine umfassende Wiederherstellung der Kirche unter Einbeziehung der zwischenzeitlich übertünchten Ornamentmalerei.

## Ausstattung
Die Altar- und Kanzelbilder wurden von dem Dresdner Maler Wilhelm Walther geschaffen. Der Altar zeigt den Auferstandenen Christus, die Kanzel in ihren beiden Bildfeldern Christus mit Nikodemus und der ehernen Schlange (Johannes 3,14–15 ) sowie Christus mit Maria von Bethanien (Lukas 10,39 ).
Die von der Firma Jehmlich Orgelbau Dresden hergestellte Orgel besitzt einen ungewöhnlichen Prospekt mit ornamental bemalten Holzpfeifen (das Werk wurde 1990/1991 verändert). Als Ersatz für die während des Zweiten Weltkriegs konfiszierten Glocken erhielt die Kirche 1955 ein Geläut aus Eisenhartguss.